# Ośrodek narciarski Skolnity w Wiśle
Skolnity Ski & Bike Park – całoroczny ośrodek narciarsko-rowerowy położony w centrum Wisły w pobliżu skoczni narciarskich „Centrum”, w Beskidzie Śląskim na północno-wschodnim zboczu Wierchu Skalnitego (762 m n.p.m).
Z górnej stacji wyciągu rozpościera się widok na Wisłę. Miejsce nazywane „Dachem Wisły”

## Wyciągi i trasy zimą
W skład kompleksu wchodzą:
- (1) 4-osobowy wyciąg krzesełkowy firmy Leitner GmbH[2] o długości 800 m, przewyższeniu 160 m i przepustowości 2400 osób na godzinę, czynny całorocznie,
- (2) wyciąg taśmowy o długości 70 m, przewyższeniu 8 m.

Z górnej stacji wyciągu krzesełkowego (1) biegną dwie trasy zjazdowe, jedna o czerwona (980 m.) dla bardziej zaawansowanych narciarzy, oraz trasa niebieska (1100 m.) nazywana trasą rodzinną. Obie trasy kończą swój bieg przy dolnej stacji wyciągu krzesełkowego. Są oświetlone, ratrakowane i sztucznie naśnieżane. Na dolnej stacji wyciągu krzesełkowego znajduje się Polana Pingwina dla początkujących narciarzy wraz ze strefą zabawy. Pod dolną stacją kolei znajdują się darmowe parkingi, kursują także bezpłatne busy, które podwożą narciarzy i snowboardzistów z hoteli lub pensjonatów (możliwość zamówienia powyżej 4 osób).

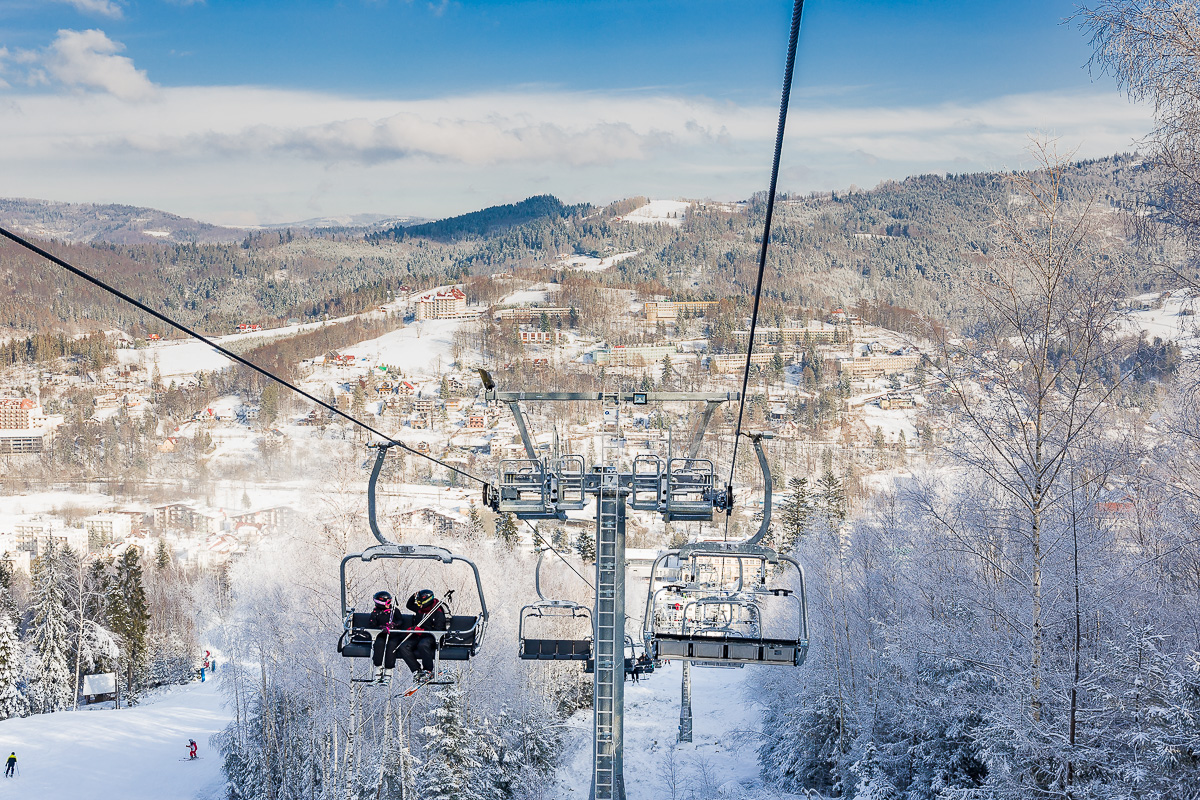
Widok na Wisłę z kolei Skolnity
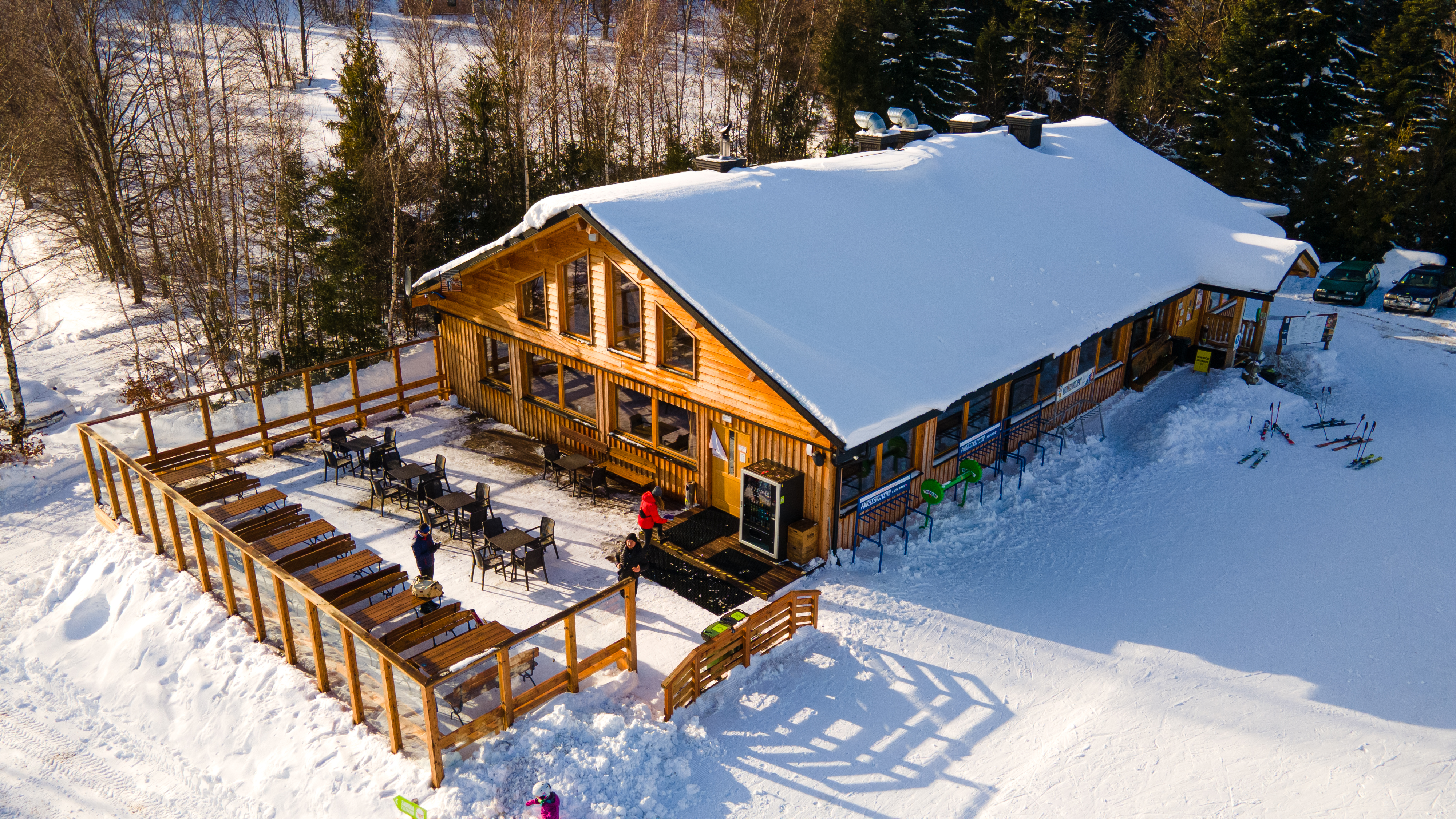
Karczma Skolinty
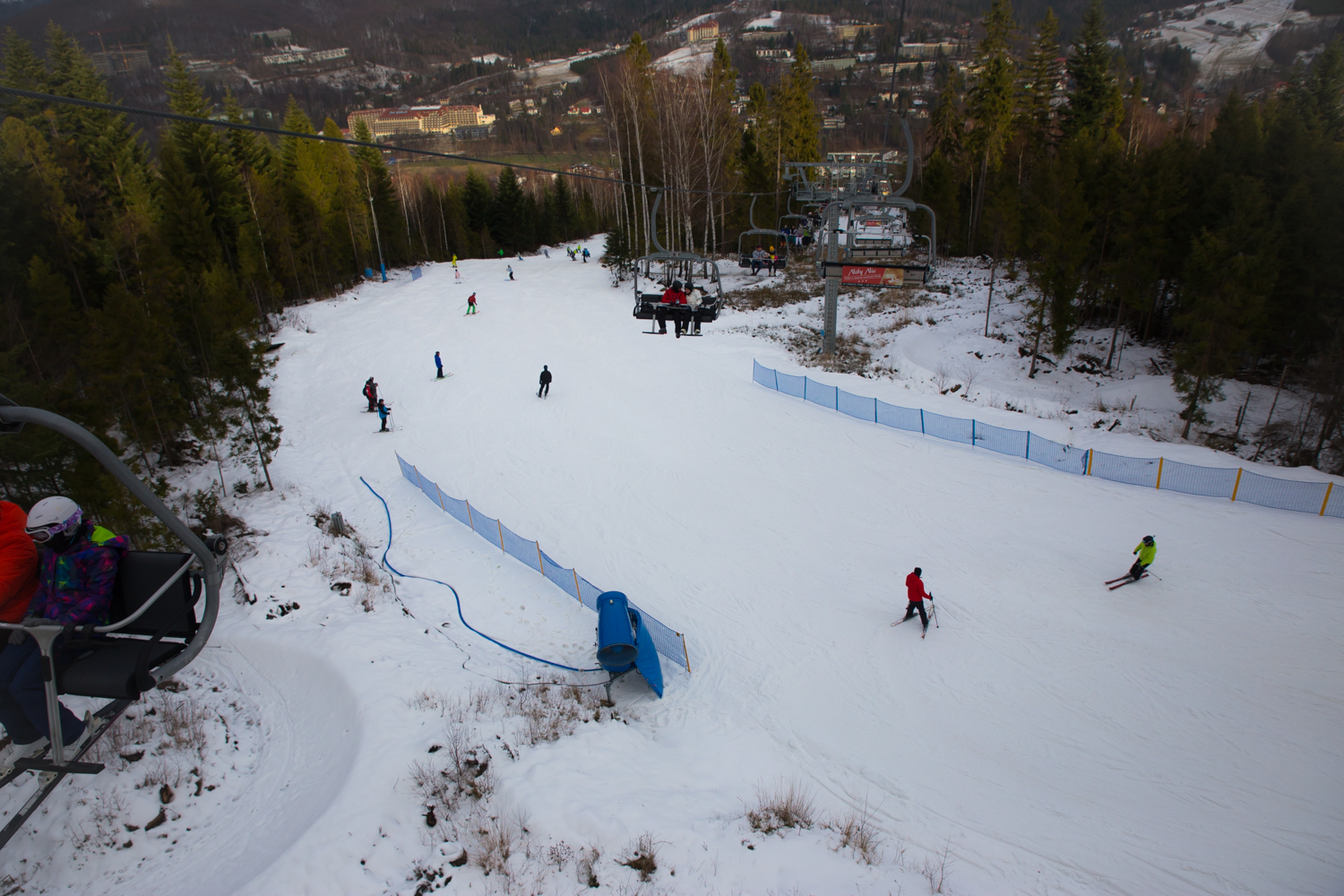
niebieska trasa Skolnity
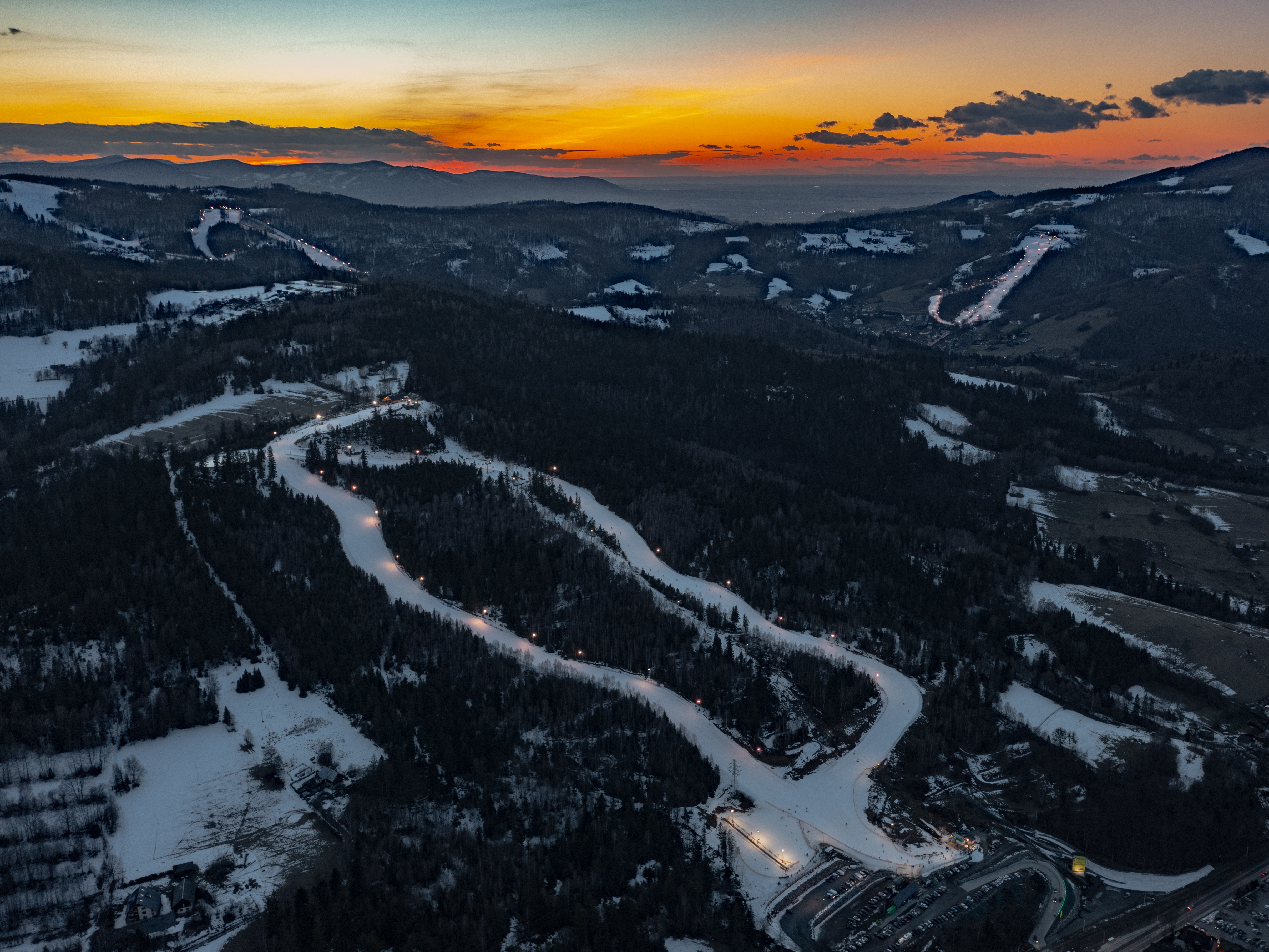
Trasy narciarskie Skolnity nocą

## Bike Park Skolnity
Na terenie kompleksu Skolnity Ski & Bike Park znajdują się trzy jednokierunkowe trasy rowerowe enduro. Trasy rozpoczynają się na górnej stacji kolei linowej Skolnity tuż obok placu zabaw. Transport rowerów na górną stację umożliwiają specjalne haki do podwieszenia rowerów za ramę bądź koło. Przewóz rowerów nie wiąże się z dodatkowym stresem, ponieważ obsługa stacji pomaga w transporcie.
- Zielony Zygzak – zjazdowa ścieżka enduro o długości 4100 metrów. Jest to trasa poprowadzona przez las, utwardzona, posiadająca liczne zakręty z bandami i bez o średnim nachyleniu około 5%. Nie posiada trudnych do przejechania przeszkód, sporadycznie występują kamienie i korzenie. Na trasie można napotkać niewielkie muldy, drobne kamyczki i drewniane mostki.
- Niebieska Fala – zjazdowa ścieżka enduro o długości 2800 metrów, typowy flow trail. Poprowadzona została zakrętami przez las, a jej średnie nachylenie wynosi około 7%. Nawierzchnia jest odpowiednio utwardzona. Ścieżka nie jest zbyt stroma, ale za to bardzo skoczna. Spotkać na niej możemy duże bandy, muldy oraz sporo różnych typów skoczni takich jak: step downy, step upy, stoliki, hopki w kąt. Dzięki zróżnicowanym rozmiarom (4-8m.), każda osoba lubiąca skakać na rowerze będzie się tu świetnie bawić. Osoby mniej doświadczone wszystkie elementy mogą bez problemu przejechać. Trasie różnorodności dodają drewniane mostki zabezpieczone metalową siatką.
- Czerwona Strzała – zjazdowa ścieżka o długości 1850 metrów i średnim spadku 11%. Jest to trasa poprowadzona przez las. W większej części została zbudowana w oparciu o naturalne podłoże, więc można na niej spotkać kamienie i korzenie. Zakręty oraz skocznie zostały wykonane za pomocą koparki. Na trasie natkniemy się na road gapy (skocznie nad drogą), elementy drewniane, strome i kręte odcinki. Wszystkie przeszkody posiadają chicken liny (objazdy).

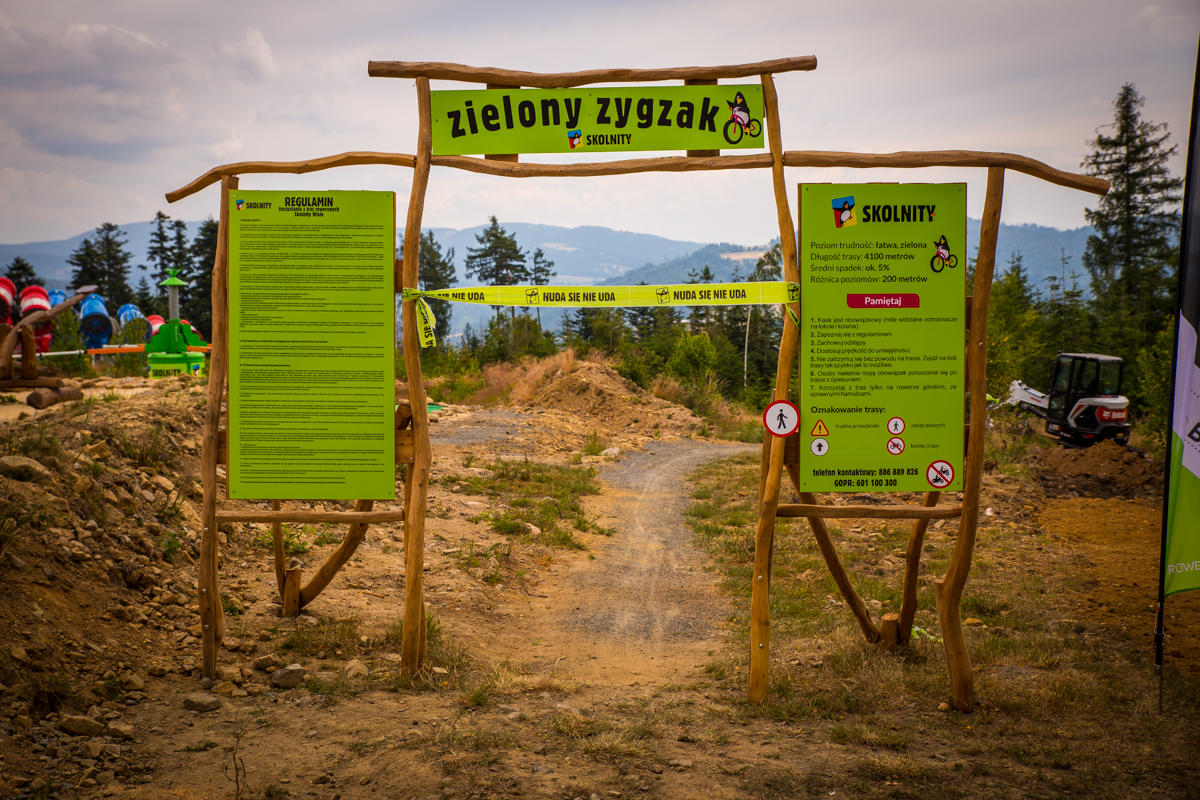
Bike Park Skolnity- trasa Zygzak
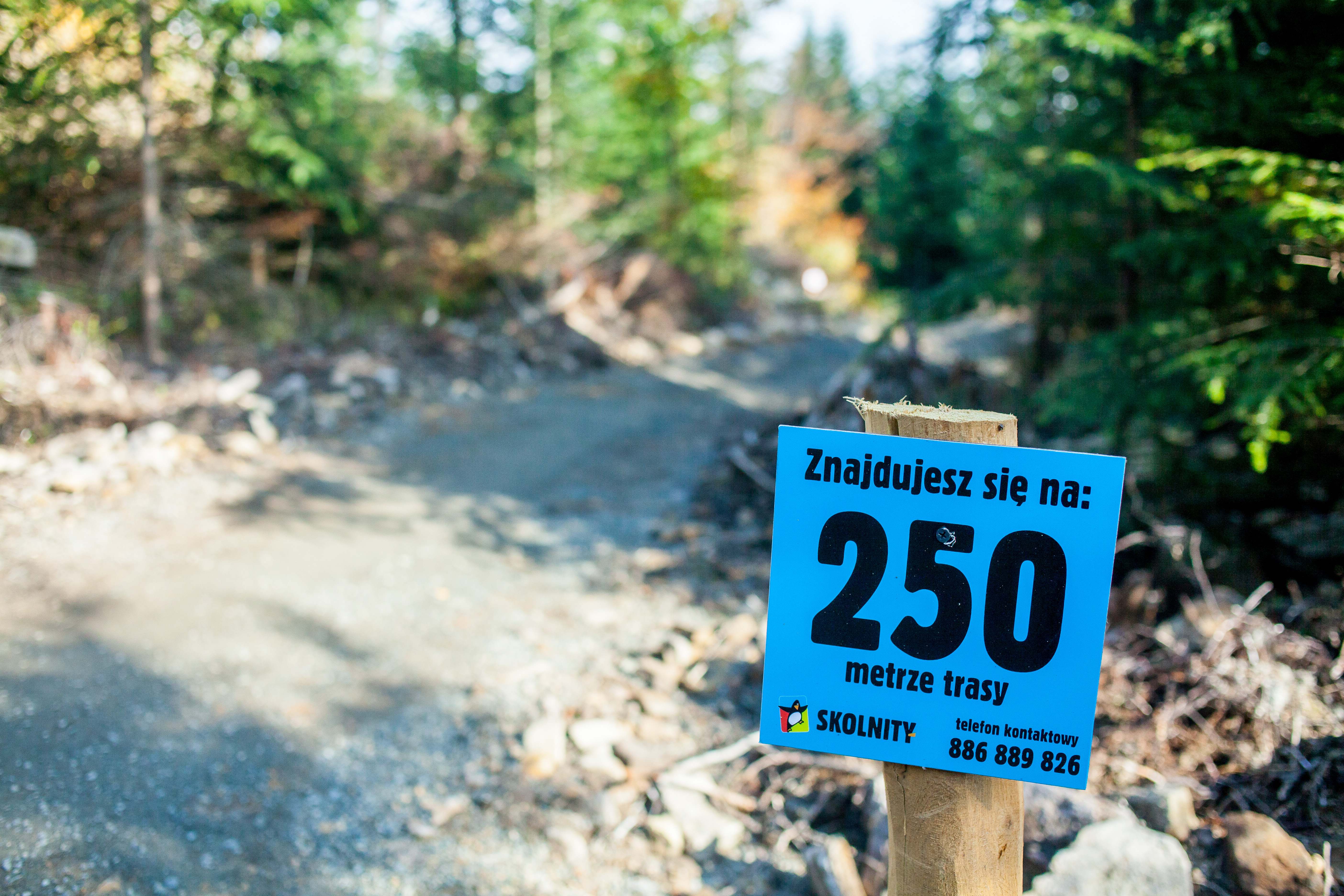
Niebieska fala Skolnity
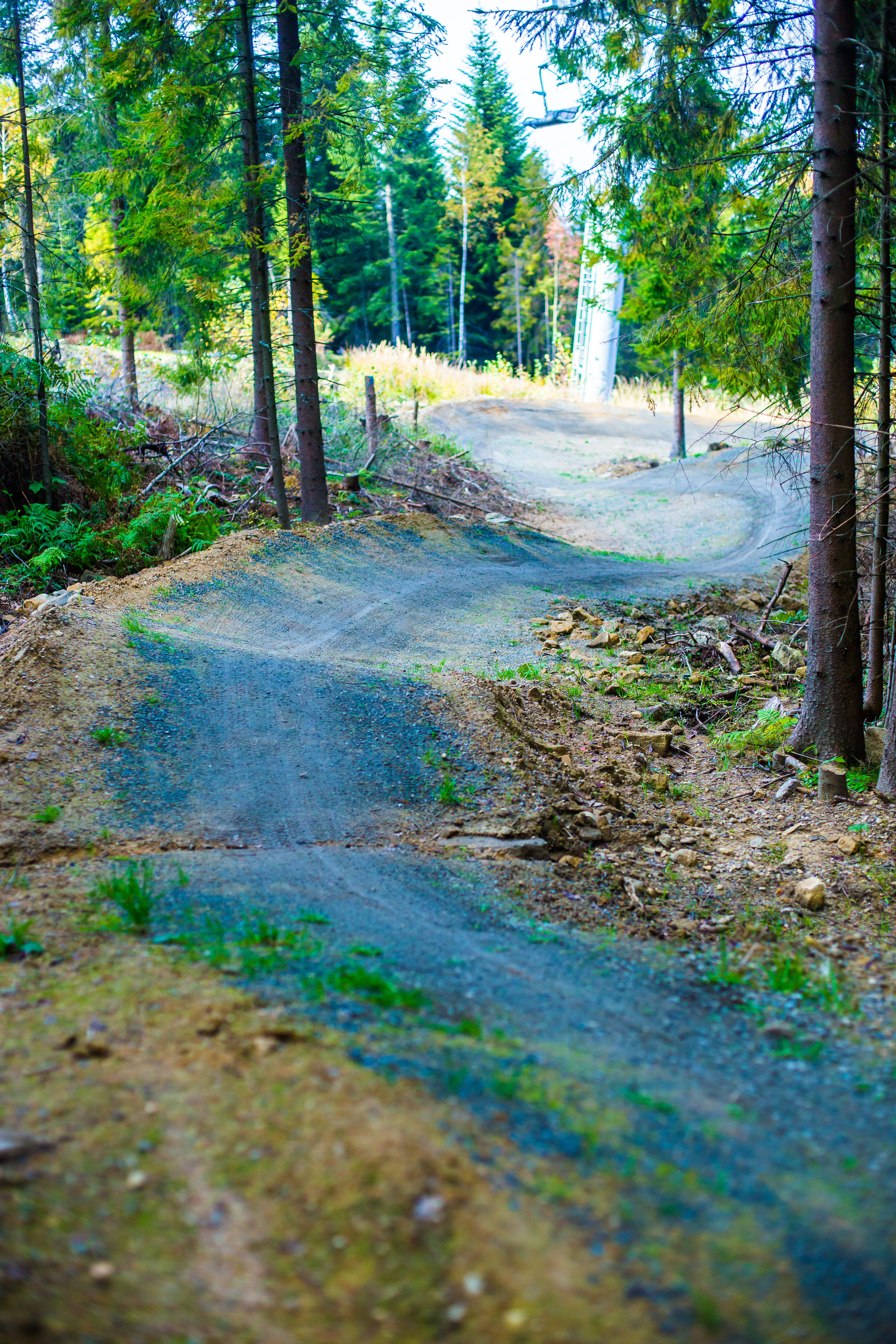
Niebieska fala Skolnity- widok trasy

## Pozostała infrastruktura
- wypożyczalnia sprzętu narciarskiego, rowerowego,
- szkoła narciarska, snowboardowa i rowerowa
- sklep z artykułami rowerowymi i serwis

## Operator
Operatorem i właścicielem stacji jest Skolnity Sp. z o.o. (numer KRS: 0000389434) z siedzibą w Wiśle przy ul. 1 Maja 61. Spółka została zarejestrowana w 2011 roku. Skolnity tworzy Grupę Pingwina skupiającą pięć całorocznych obiektów narciarsko-rowerowych, które znajdują się w Beskidach (Słotwiny Arena w Krynicy-Zdrój, Skolnity Ski&Bike w Wiśle, Czarny Groń w Rzykach, Kasina Ski&Bike w Kasinie Wielkiej) oraz na Mazurach (Kurza Góra w Kurzętniku).

## Historia
Wyciąg krzesełkowy został uruchomiony 9 stycznia 2015 roku.

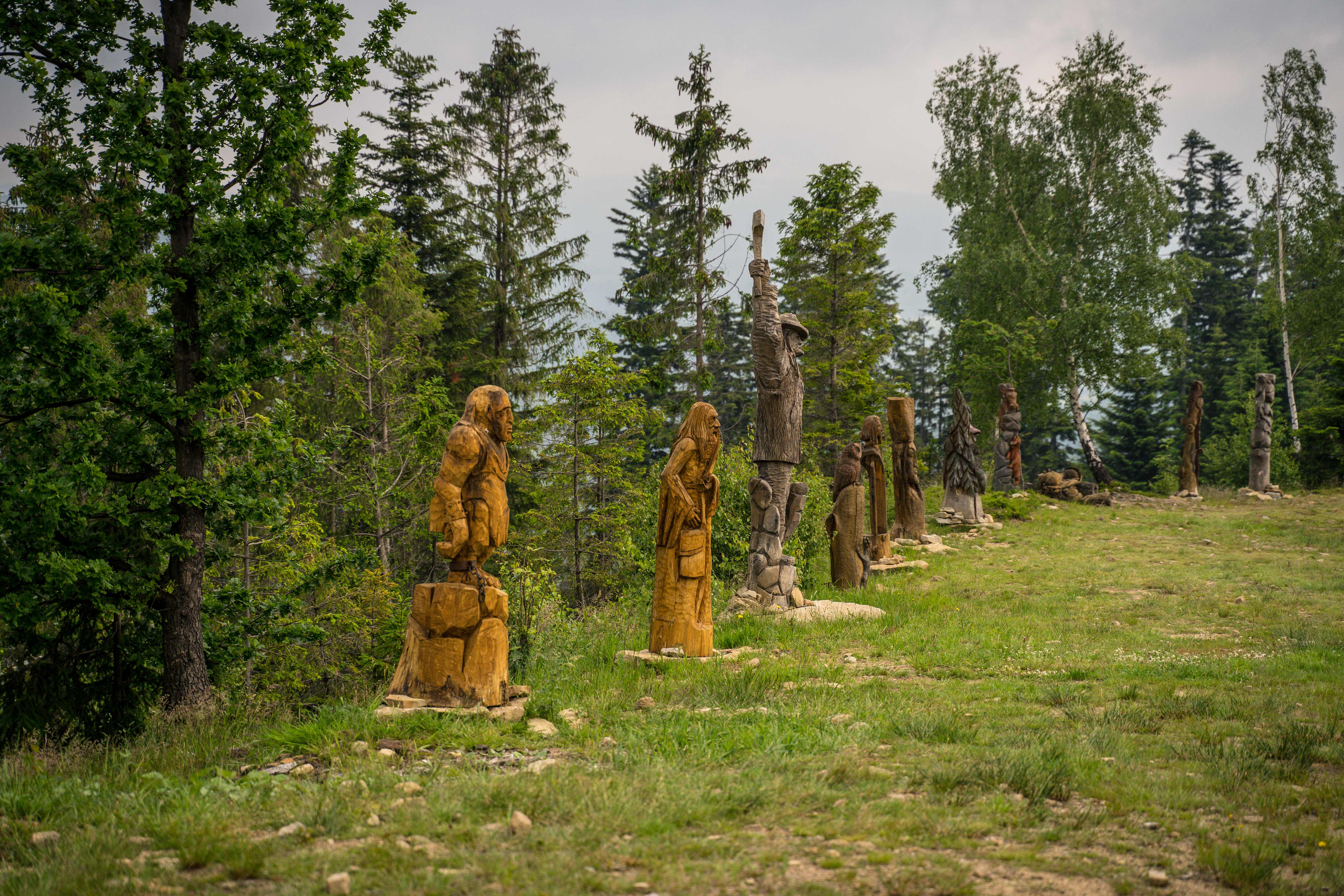
Galeria rzeźb na górnej stacji Skolnity